# Le Chariot de foin (L'Escurial)
Le triptyque du Chariot de foin, conservé au monastère royal de l'Escurial, est une copie ancienne du triptyque homonyme de Jérôme Bosch conservé au musée du Prado à Madrid.

## Description
Peint à l'huile sur des panneaux de chêne de la Baltique, le triptyque mesure 147 × 232 cm (135,5 × 190 cm hors cadre).
La qualité d'exécution mise à part, le triptyque de l'Escurial ne présente aucune différence notable avec celui du Prado, si ce n'est de minimes variantes telles que la cruche posée sur la table devant le moine, près du coin inférieur droit du panneau central, ou l'emplacement de la signature « Jheronimus Bosch », ici au bas de la face intérieure du volet gauche et non sur le panneau central.

Comparaison
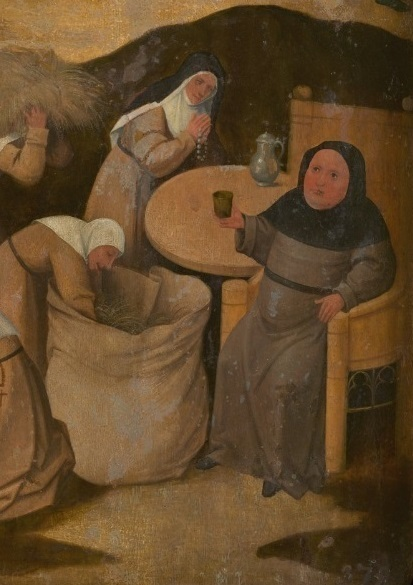
Détail du coin inférieur droit du panneau central (version de l'Escurial).
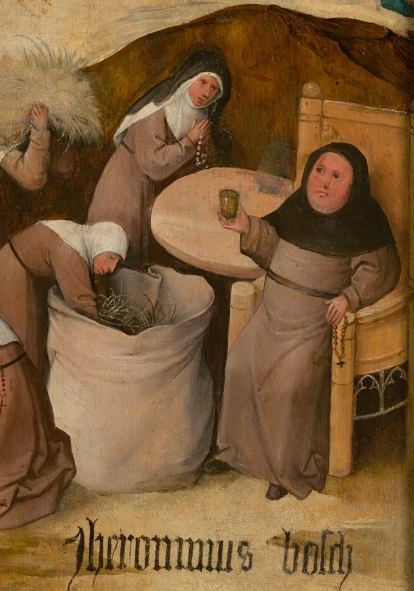
Même détail sur la version du Prado.

## Historique
L'existence de plusieurs versions, indifférenciées par les sources, brouille l'historique du triptyque.
Une copie ancienne a été commandée par Mencía de Mendoza en 1539. Un autre exemplaire, issu de l'héritage de Felipe de Guevara, a été acquis par Philippe II en 1570 puis envoyé à l'Escurial quatre ans plus tard. Mais ce n'est qu'en 1800 que deux versions sont mentionnées simultanément dans les collections royales espagnoles, l'une à l'Escurial et l'autre à la Casa de Campo.
La version du Prado a été démantelée pendant la Guerre d'indépendance espagnole avant d'être reconstituée en 1914.
En 1939, les deux triptyques sont présentés ensemble au Prado.
En 2015-2016, peu de temps avant la célébration du demi-millénaire de la mort de Bosch, le triptyque de l'Escurial bénéficie d'une restauration qui élimine les traces d'anciennes interventions (repeints et épaisse couche de vernis jaunâtre).

## Datation et attribution

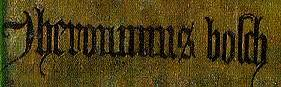
Signature sur le volet gauche.

Jusqu'au milieu du XXe siècle, la plupart des auteurs considéraient que la version du Prado était une copie de celle de l'Escurial. Or, dans les années 1960, Tolnay et Cinotti signalent la qualité supérieure du triptyque du musée madrilène.
Le bois sur lequel a été peint le Chariot de foin de l'Escurial est plus ancien que celui de la version du Prado. En effet, l'analyse dendrochronologique démontre que les panneaux de l'Escurial proviennent d'un chêne abattu en 1496 (ce qui indique qu'ils ont pu être peint dès 1498, mais plus vraisemblablement vers 1504) alors que ceux du Prado ont été taillés dans un arbre abattu douze ans plus tard. Cette constatation a amené Lorne Campbell (2014) à affirmer que le triptyque de l'Escurial aurait été réalisé avant celui du Prado.
Le statut de copie de la version de l'Escurial est cependant confirmé par les différences qualitatives appréciables à l’œil nu et, surtout, grâce à l'examen par réflectographie infrarouge, qui révèle l'absence de modifications — et donc d'apport créatif — entre le dessin sous-jacent et la couche picturale, alors que de tels repentirs existent bel et bien sur le triptyque du Prado,.
En 2004, Frédéric Elsig considère que l’œuvre de l'Escurial est une copie tardive du troisième quart du XVIe siècle, les « simplifications » opérées par le copiste lui évoquant des artistes tels que Marcellus Coffermans.
En 2016, le catalogue raisonné du BRCP pose la question, sans proposer de réponse, d'une attribution à un suiveur ou à l'atelier du maître de Bois-le-Duc. Cette seconde option est adoptée la même année, à la lumière d'une récente restauration, par les curateurs d'une exposition organisée à l'Escurial. Ils avancent par conséquent une datation haute, autour de 1510, donc du vivant de Bosch.
À l'occasion d'une mise à jour de leur site, quelques mois après la publication de leur catalogue, les experts du BRCP proposent finalement d'attribuer cette copie à un suiveur de Bosch et de la dater du second quart du XVIe siècle.